# Djeseretanchnebti
Djeseretanchnebti (auch Djeseret-anch-Nebti) war vielleicht eine altägyptische Königin der 3. Dynastie. Da der Name jedoch bislang ohne ausdrücklichen Königinnentitel angetroffen wurde, ist die tatsächliche Zuordnung zu historischen Personen dieser Zeit umstritten. Zudem liegen unterschiedliche Lesungen vor.

## Forschung und Interpretationen

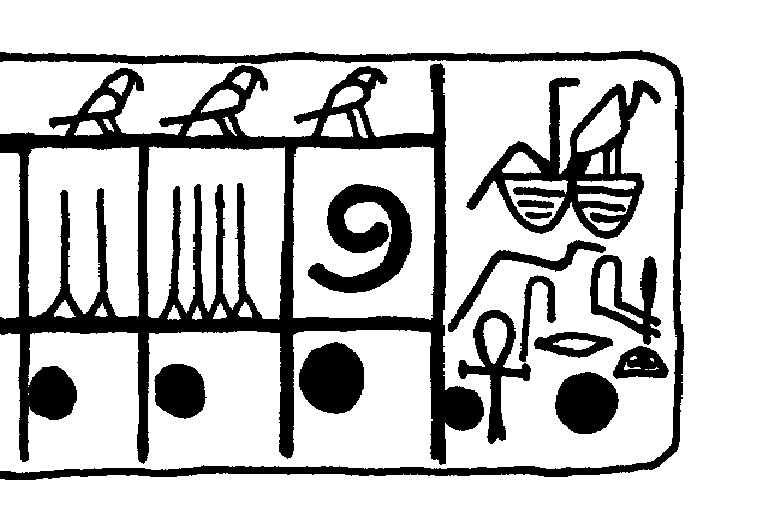
Elfenbeinstafel aus dem Sechemchet-Komplex mit dem umstrittenen Nebtinamen (rechts außen)

Der fragliche Name erscheint auf mehreren kleinen Elfenbeintafeln, die in den unterirdischen Grabgalerien der Sechemchet-Pyramide in Sakkara gefunden wurden. Ägyptologen wie Toby Wilkinson und Zakaria Goneim lesen den Namen als „Djeser-ti“ und sehen in ihm den Nebtinamen des Sechemchet. Sie identifizieren ihn mit den Kartuschennamen „Djeserteti“ und „Teti II.“ aus der Königsliste von Ramses II.
Wolfgang Helck hingegen liest den Namen als „Djeseret-anch-Nebti“ und vermutet, dass dies der Name einer Gemahlin des Pharaos Djoserteti war. Peter Kaplony und Jean-Pierre Pätznik weisen zusätzlich auf Funde von Tonsiegeln aus Elephantine, auf denen der Nebtiname „Hetep-Ren“ wiederholt und im Wechsel mit der Darstellung von Sechemchets Horusnamen erscheint. Demnach wäre „Hetep-Ren“ der tatsächliche Nebti- und Geburtsname von Sechemchet gewesen und „Djeseret-anch-Nebti“ der von seiner Gemahlin.